# Le Figaro Magazine
Le Figaro Magazine — журнал бренду Le  Figaro, який випускається щоп'ятниці, і водночас розглядає політичні та культурні теми.

## Редакційна політика
Тон коментарів та особи, які виступають авторами публікацій роблять Le Figaro Magazine істинною трибуною правої сторони у широкому сенсі. У 1980 Робер Ерсан витісняє представників Нової Правої партії, котра тоді боролася за відновлення ідей правих партій та за утвердження цінностей протилежних цінностям лівої інтелігенції.
В той момент Le Figaro Magazine прагне відображати всі політичні права, але із сучасним, іноді оригінальним поглядом. Не дивлячись на номер з Валері Жискар д'Естеном на першій шпальті, видання дотримується принципу не віддавати перевагу жодній партії або політику.
Журнал потребує свободу критики, іноді підтримує ідеї, що є протилежними ідеям традиційної правої партії, і висуває ідею, що мистецтво і культура не повинні розглядатися через призму політичних чи ідеологічних апріорі.

## НародженняLe Figaro Magazine(1978р.)
Запущенний уперше журнал Le Figaro Magazine 7 жовтня 1978 року як відповідь групи Ерсана на відстоювання редактора Le Figaro позиції правих партій. Ідея датується кількома роками раніше, коли Ерсан, володіючи газетою Le Figaro, вирішив супроводити основне видання культурним недільним додатком під назвою Figaro dimanche. Проект доручається письменнику Луї Павелю, близького до Алена де Бенуа, засновника течії думки, що буде охрещена «Новою Правою партією» у 1979 році. Журнал швидко стає успішним за рахунок різноманітного змісту і якості видання.

### Становлення щотижневика
Навесні 1978 року Робер Ерсан вирішує перетворити цей додаток у реальний журнал. Тоді в команді з'являються нові співробітники, зокрема Моріс Бодуан (довірена особа Ерсана, редактор рубрик «Туризм» та «Мистецтво життя»). Патріс де Планкетт, редактор розділу «Культура» у 1990р. стає головним редактором видання. На сторінках Le Figaro Magazine часто виступають представники політики або засобів масової інформації.
У 1980-х політичний вибір команди журналу створює для видання велику кількість ворогів, у той же час підвищуючи його наклад. Починаючи з 1988 р. журнал орієнтується на теми суспільства, стилю життя, подорожі, дозвілля.
У 1997 році місце головного редактора замість Патріса де Планкетта очолює Бернард Леконт, якого згодом змінюють інші. На якийсь час редакторське крісло займає Франц-Олів’є Гісберт, пізніше — Ів де Шеземартен, який став генеральним директором Socpresse, що видає Le  Figaro.
Івена де Шеземартена замінює Серж Дессо, а його з часом — Мішель Шифр. Починаючи з вересня 2007 року редагування Le Figaro Magazine взяв на себе Етьєн Мужеотт.

### Нова формула
Журнал час від часу оновлює свою формулу. У 2005 році було запущено формулу з метою «внести ясність у читання журналу і зробити свій шлях до зображення», що допомогло збільшити наклад. У 2006 році його наклад піднявся до 600 000 примірників, а у 2011 р. становив 431 600 копій. З 2011 року Le Figaro Magazine випускається не у суботу, а у п'ятницю.
У 2014 році Le Figaro Magazine отримало звання «Лідер продажу» серед новиннєвих щотижневиків з кількістю 140 000 проданих за тиждень друкованих примірників.
Останню формулу запущено 30 травня 2014 р: тепер на зображення приділяється ціла шпальта, як в міжнародних журналах, виділено місце на обговорення актуального, міститься чотири великі репортажі та розслідування, також до команди щотижневика приєднався карикатурист Ніколя Ваел.

## Структура видання
«Courrier» (пошта від читачів)
«Arret sur image» (типова для тижневиків новин рубрика, де на усю шпальту розміщено фото стосовно якоїсь події)
«Politique» (політичні новини)
Aactualité" (поточні події)
«En couverture» (тема з обкладинки)
«Reportage» (репортаж)
«Art» (мистецтво)
«Evasion» (рубрика про подорожі)
«Culture» (культура)
«Art de vivre»  (мистецтво жити, стиль життя)
«Spécial placements» (спеціальні інвестиції) з підрубриками: «conseils» (поради), «finance» (фінанси), «immobilier» (нерухомість), «impôts» (податки), «investir autrement» (інші інвестиції)
- «Nature» (природа)
- «Santé» (здоров'я)
- «Communiqué» (спілкування)
- «Littérature étrangère» (зарубіжна література)
- «Ecrans» (кіно)
- «Livres» (книги)
- «Sorties» (інформація про події, які вже відбулися або незабаром відбудуться)
- «Technoplus» (про техніку)
- «Saveurs»  (про кулінарію)